# Municipio de San Pedro Teutila
El municipio de San Pedro Teutila es uno de los 570 municipios del estado mexicano de Oaxaca. Su cabecera es la localidad de San Pedro Teutila.

## Geografía
El municipio de San Pedro Teutila colinda al norte con los municipios de San Bartolomé Ayautla y San Felipe Jalapa de Díaz; al oeste con los municipios de Santa María Tlalixtac, Chiquihuitlán de Benito Juárez y San Francisco Chapulapa; y al este y al sur con el municipio de San Andrés Teotilálpam.

## Localidades
El municipio de San Pedro Teutila cuenta con 17 localidades.
| Localidad             | Población (2020) |
| --------------------- | ---------------- |
| Santo Domingo del Río | 1092             |
| San Pedro Teutila     | 996              |
| El Faro               | 474              |

## Gobierno
El municipio de San Pedro Teutila se rige mediante el sistema de usos y costumbres.
| Presidente municipal             | Periodo   |
| -------------------------------- | --------- |
| Nahu Velásco Macías              | 1999-2001 |
| Wualfre Sánchez Martínez         | 2002-2004 |
| Joaquín Tomás Peralta            | 2005-2007 |
| César Castañeda Rodríguez        | 2008-2010 |
| Raymundo Andrés Paz              | 2011-2013 |
| Jesús Irán Sánchez Barranco      | 2013-2016 |
| Manuel Cid Castro                | 2017-2019 |
| Marcos Antonio Trobamala Ramírez | 2020-2022 |
| Jannet Sánchez Barranco          | 2023-2025 |